# المسابغ (الصومعة)

تعديل مصدري - تعديل

المسابغ هي إحدى قرى عزلة ال عبيد بمديرية الصومعة التابعة لمحافظة البيضاء، بلغ تعداد سكانها 411 نسمة حسب تعداد اليمن لعام 2004.